# 朝鮮民主主義人民共和国中央検察所
朝鮮民主主義人民共和国中央検察所（ちょうせんみんしゅしゅぎじんみんきょうわこくちゅうおうけんさつしょ、朝鮮語:조선민주주의인민공화국 중앙검찰소)は、朝鮮民主主義人民共和国（北朝鮮）の最上級の検察所（検察庁）である。中央裁判所に対応している。2010年憲法で中央検察所から最高検察所に改称されたが、2016年に開催された第13期第4回最高人民会議により中央検察所へ再改称された。

## 概要
朝鮮民主主義人民共和国社会主義憲法によると中央検察所の所長（検事総長）は立法機関である最高人民会議によって任命される。検事総長の任期は、最高人民会議の任期と同じである。すべての検察所の検事（検察官）は中央検察所によって任命または解任する。中央検察所は、道・直轄市検察所、市（区域）・郡の検察所及び特別検察所によって構成されており、これらの下級の検察所は中央検察所へ服従する。
また、朝鮮民主主義人民共和国社会主義憲法(2013年)第156条により、検察所の任務は次のように定義されている。
「機関,企業所,団体及び公民が国家の法を正確に守るかを監視する。」
「国家機関の決定,指示が憲法,最高人民会議法令,決定,朝鮮民主主義人民共和国国防委員会第1委員長命令,国防委員会決定,指示,最高人民会議常任委員会政令,決定,指示,内閣決定,指示に外れていないかを監視する。」
「犯罪者をはじめとする法違反者を摘発し、法的責任を追及することを通して,朝鮮民主主義人民共和国の主権及び社会主義制度,国家及び社会協同団体財産,人民の憲法的権利及び生命財産を保護する。」

## 人権問題
北朝鮮では、捜査機関の違法な逮捕や取調べでの拷問などがあり、司法機関の正式な裁判に基づかない刑罰や処刑などが行われており、アメリカ合衆国政府などから人権問題として強い批判を受けている。

## 注脚
1. ↑  朝鮮民主主義人民共和国社会主義憲法